# Pussy (film)
|  | Denne artikel er oprettet af botten Steenthbot ud fra en ekstern database. Den kan derfor have sproglige fejl eller mangler. Denne skabelon kan fjernes efter kontrol af indholdet. |

Pussy er en dansk kortfilm fra 2014 instrueret af Ville Gideon Sörman.

## Handling
Oliver er ikke lykkelig. Der mangle noget i hans liv. Han begynder at tvivle på forholdet til kæresten Signe, og han beslutter sig for at bryde med hende. Men det skal vise sig at være en stor udfordring for ham at gøre en ende på det.

## Medvirkende
- Aske Bang, Oliver
- Simon Bennebjerg, Tobias
- Victoria Carmen Sonne, Signe